# Église Saint-Jean-Baptiste du Plessis-Belleville
L'église Saint-Jean-Baptiste est située au Plessis-Belleville, dans l'Oise. Elle est affiliée à la paroisse Notre-Dame-de-la-Visitation du Haudouin.

## Description
L'église fut construite vers 1865.

## Galerie d'images

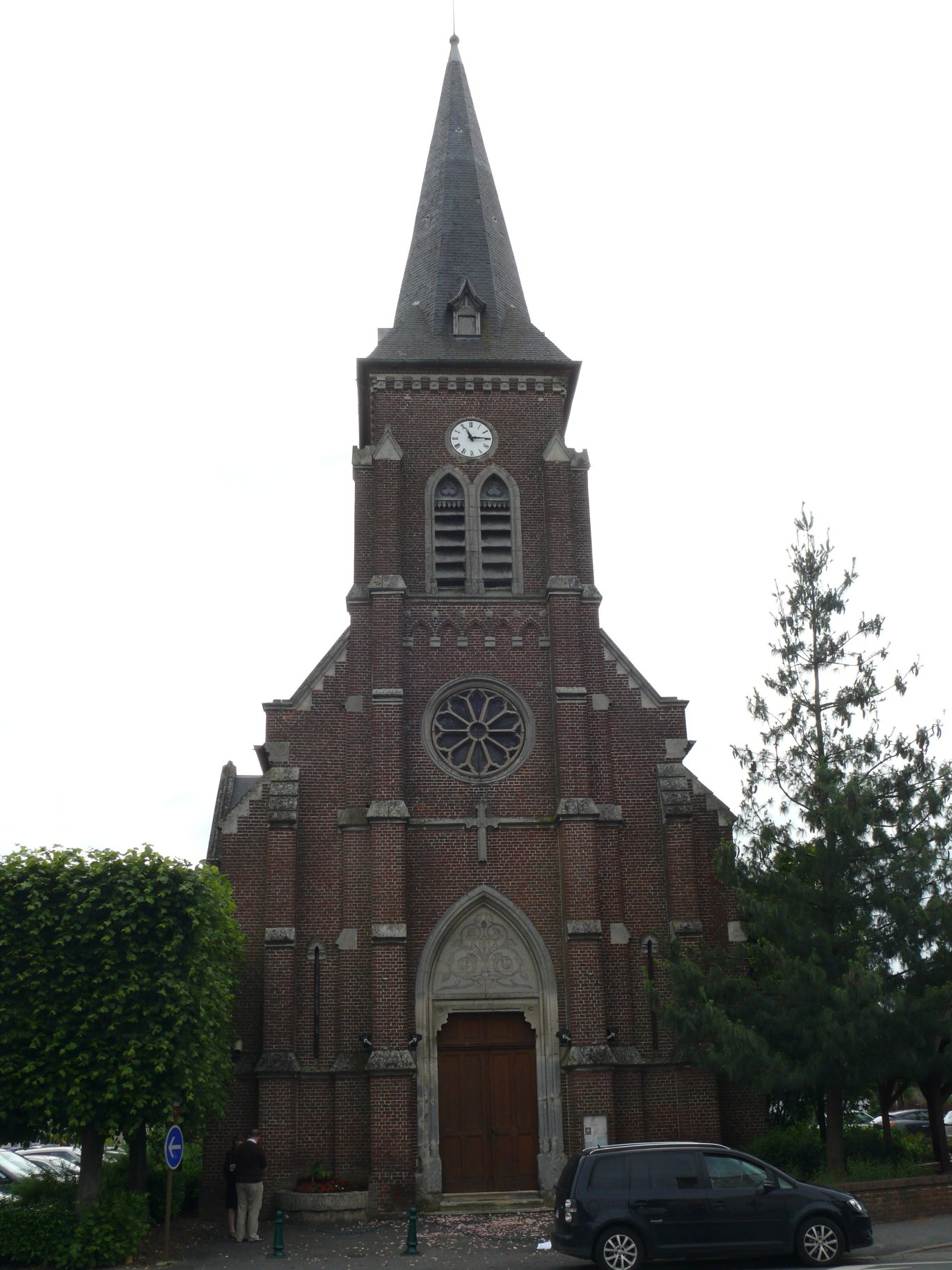
La façade
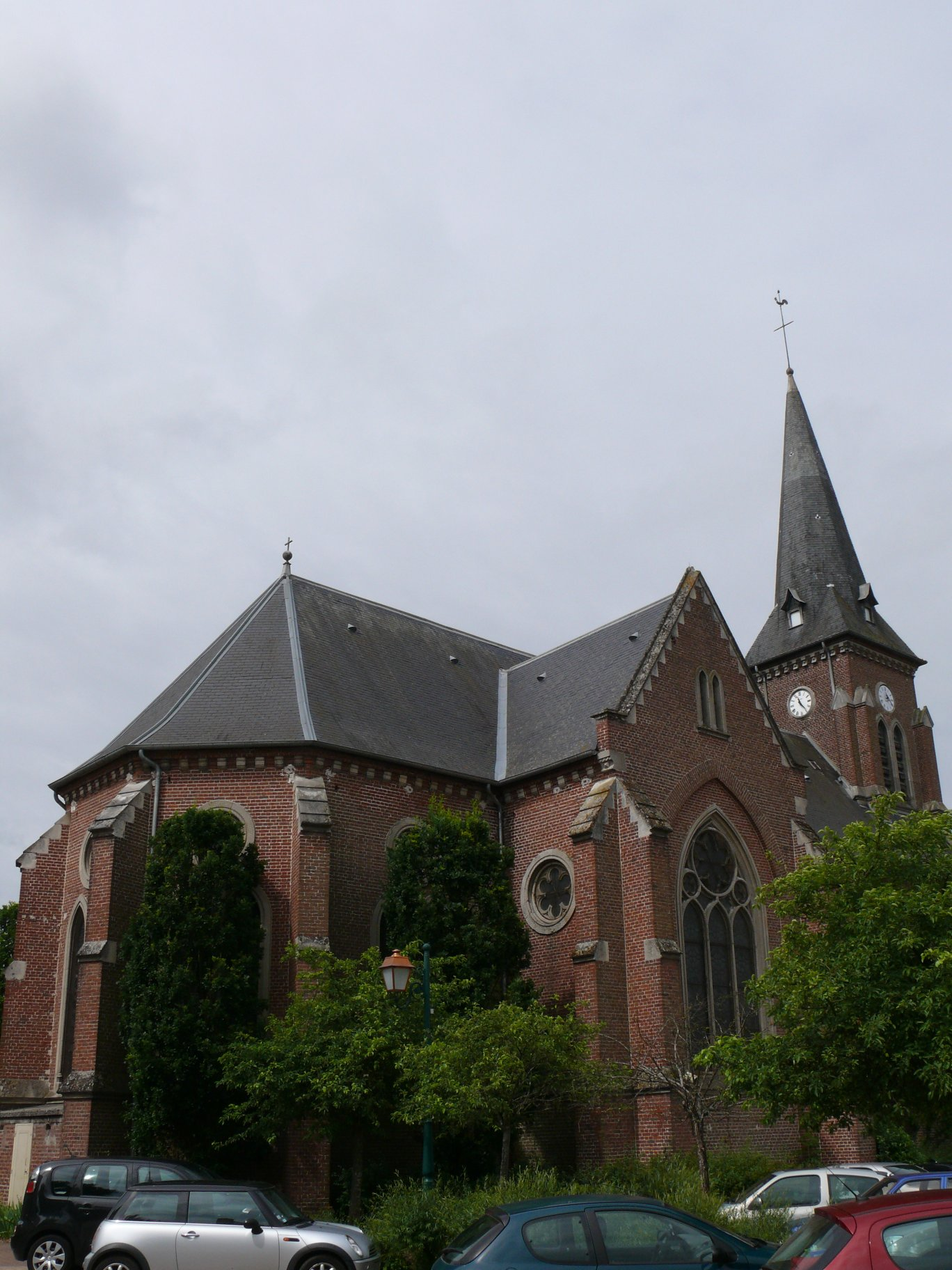
L'abside
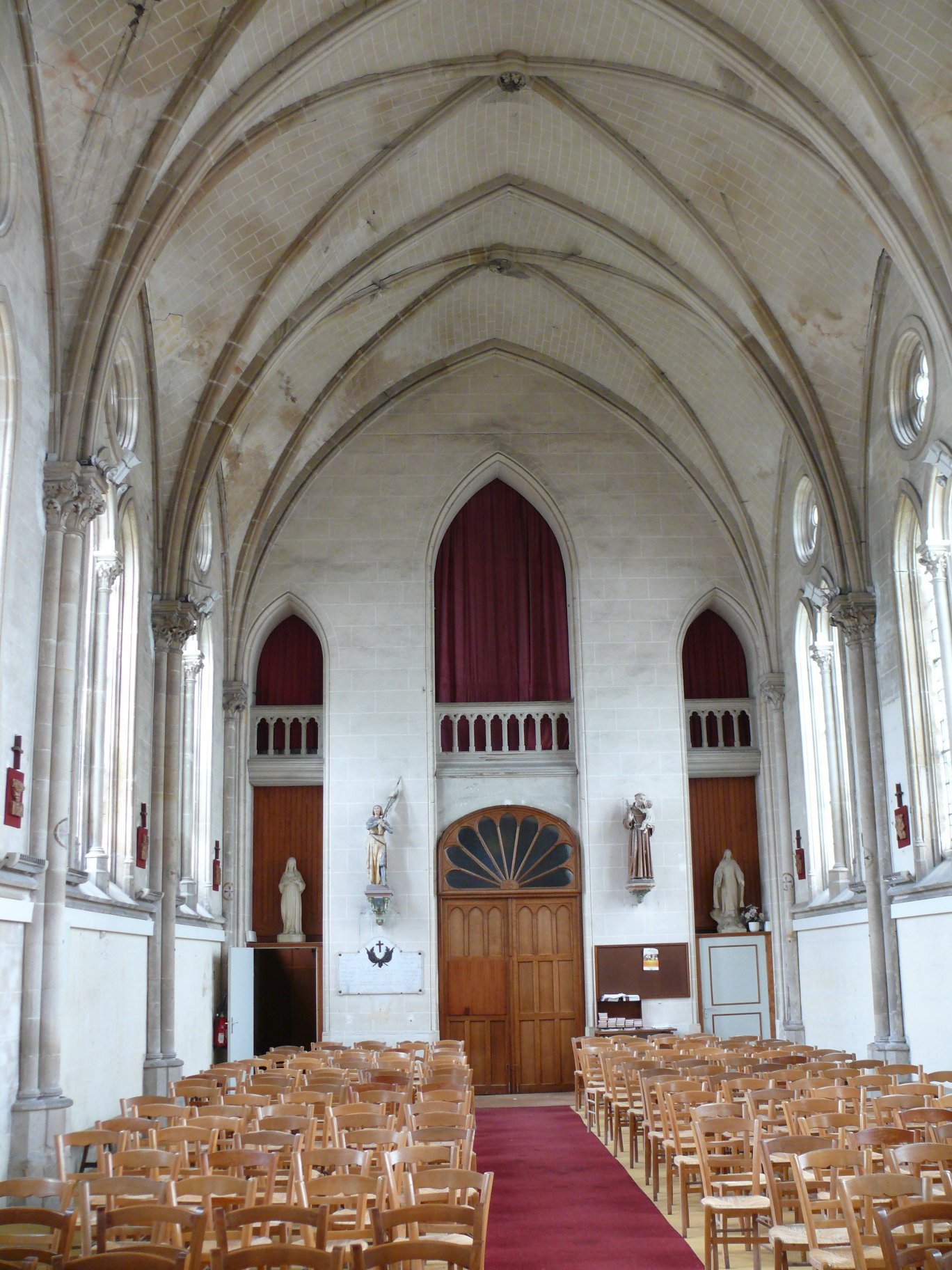
La nef
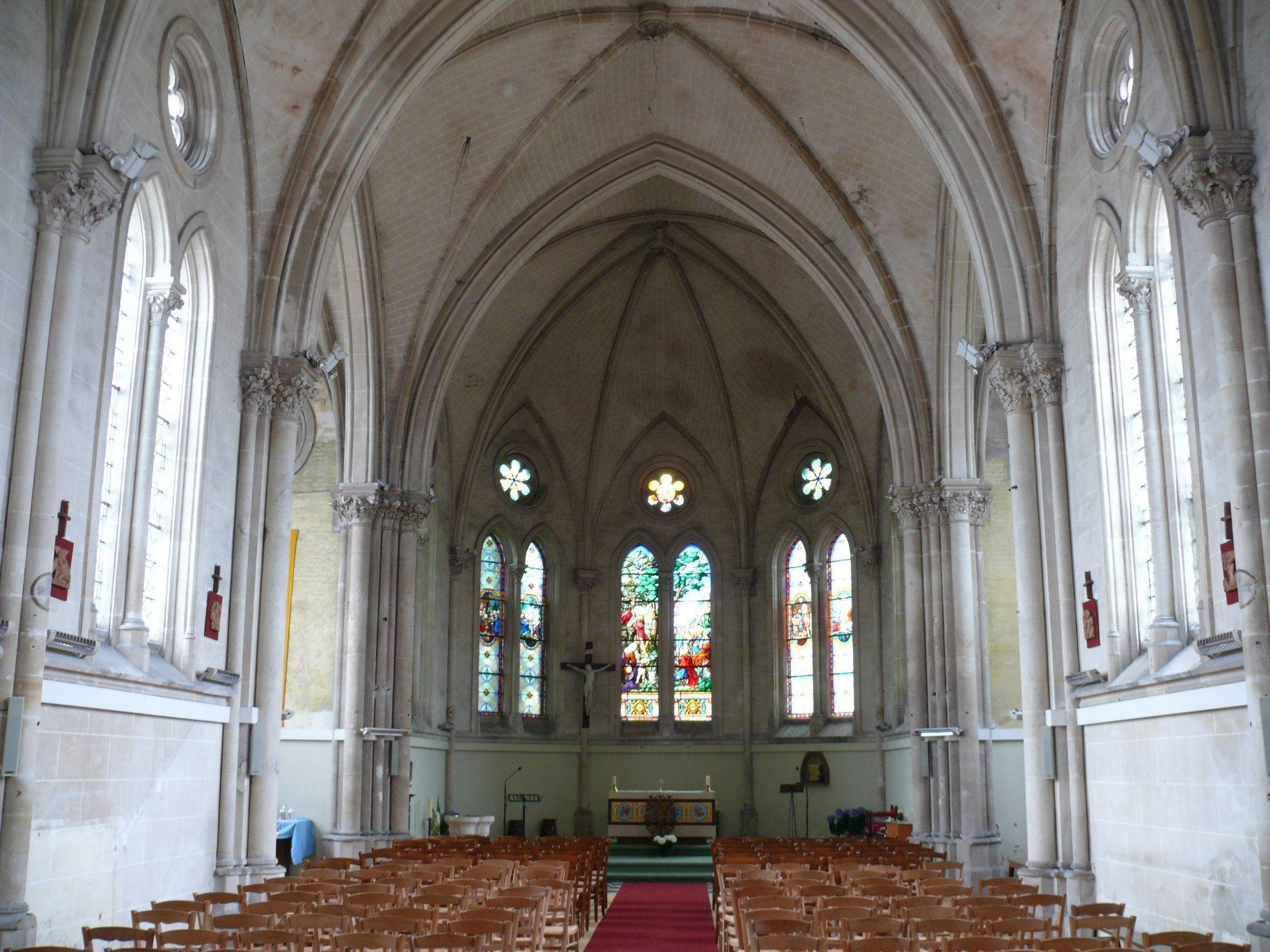
La nef
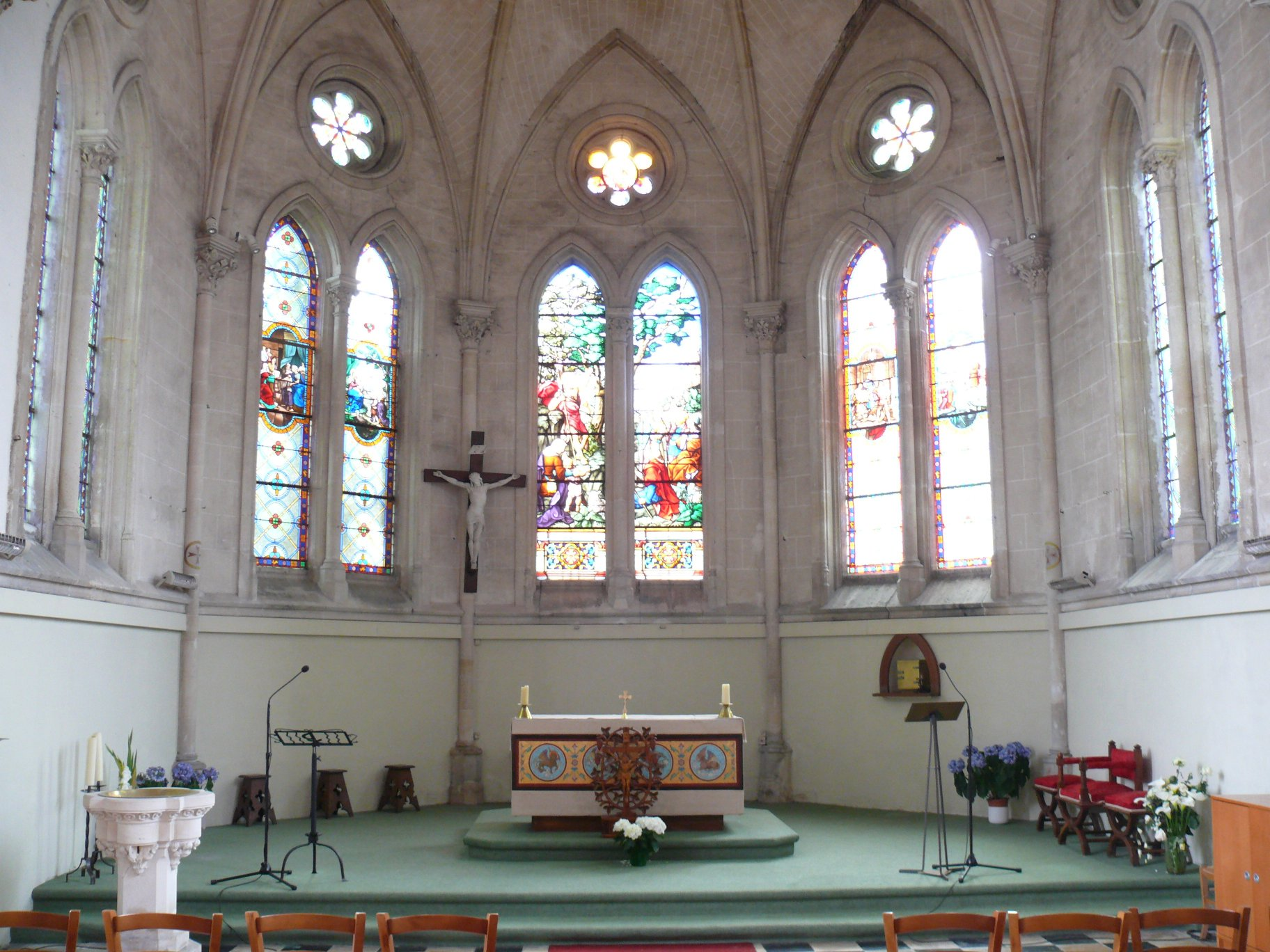
Le chœur
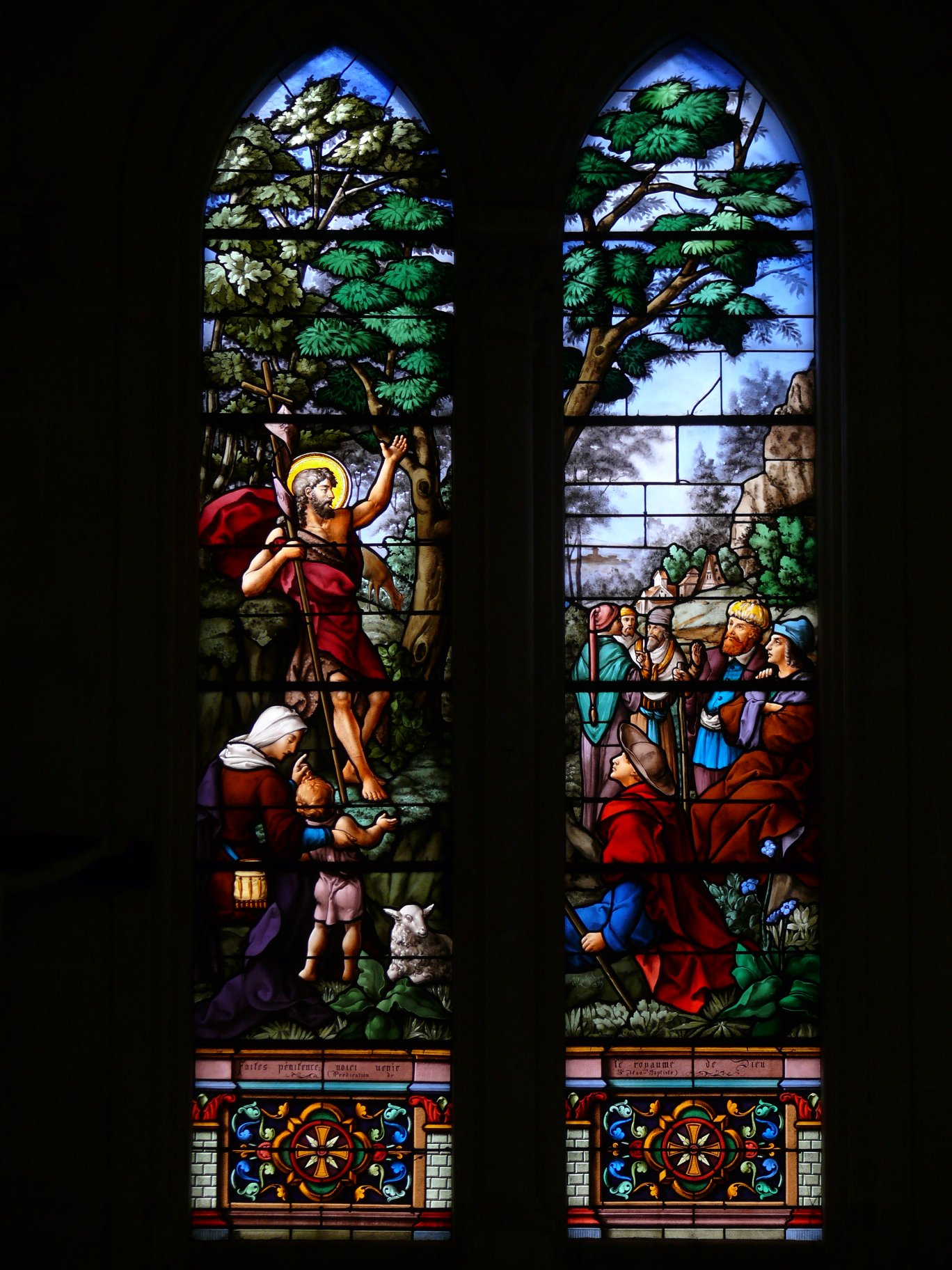
Vitrail représentant saint Jean-Baptiste
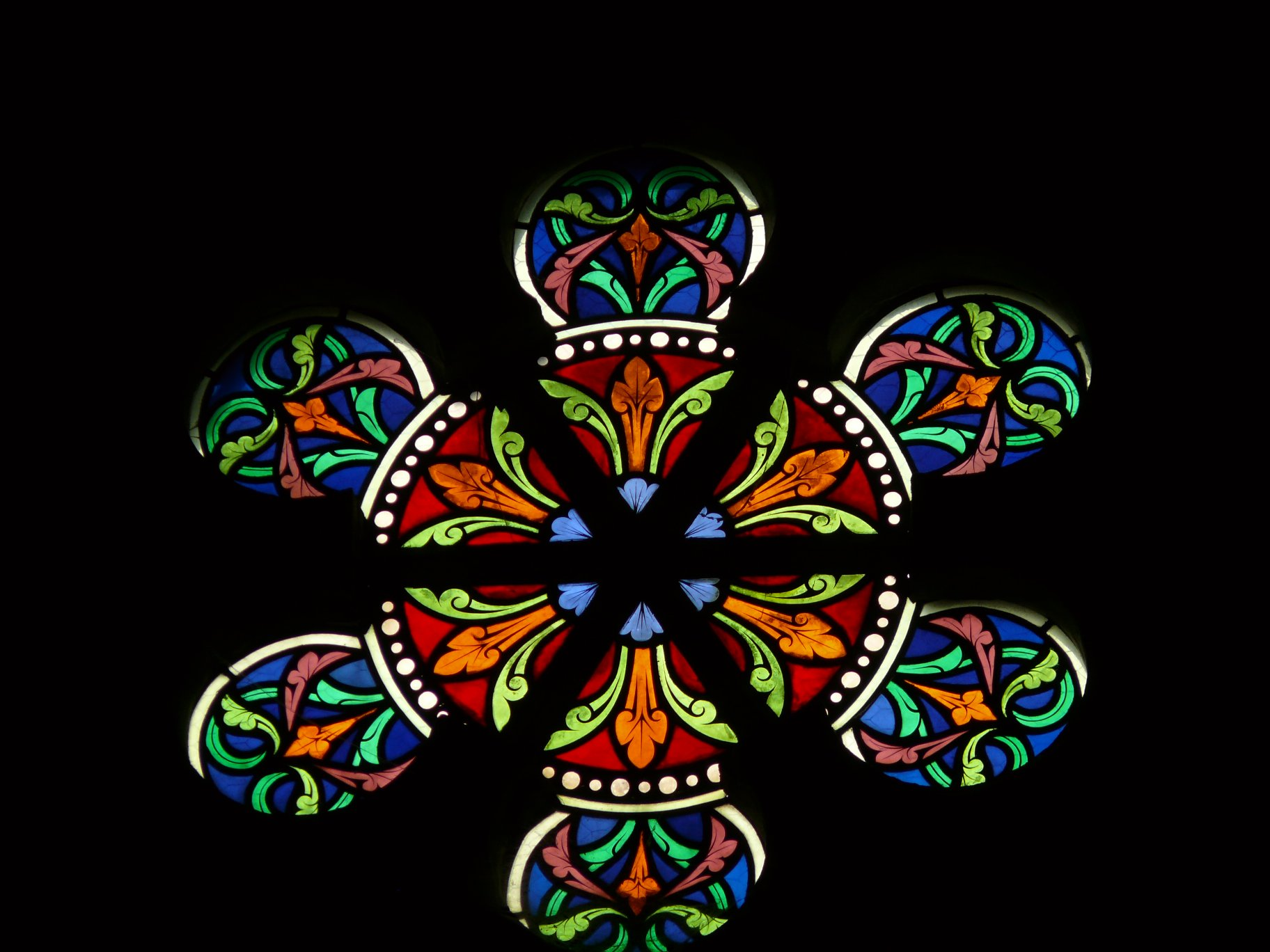
Vitrail floral